# 成都钱宝足球俱乐部
成都钱宝足球俱乐部是一家位于中国四川省成都市的足球俱乐部，曾参加中国足球乙级联赛，现已解散。主场设在双流区东升街道白河路的双流体育中心。投资方为钱旺集团。

## 历史
俱乐部的前身南京钱宝足球俱乐部成立于2014年1月。同年参加中国足球乙级联赛。2015年中乙联赛结束后，俱乐部迁往成都市，并更名为成都钱宝足球俱乐部。
2017年12月26日，球队投资人张小雷因涉嫌违法投案自首。故成都钱宝俱乐部无法正常运营，球队以成都FC的名称被成都市足协托管，也未能获得2018年中乙联赛的准入资格。
2018年3月20日，成都兴城集团接手成都FC，正式成立成都兴城足球俱乐部，新赛季征战中国足球协会会员协会冠军联赛。